# Nepal na Letnich Igrzyskach Olimpijskich 2000
Nepal na Letnich Igrzyskach Olimpijskich 2000 reprezentowało 5 zawodników, 2 mężczyzn i 3 kobiety. Był to dziewiąty start reprezentacji Nepalu na letnich igrzyskach olimpijskich.

## Skład reprezentacji

### Lekkoatletyka
Mężczyźni
| Zawodnik            | Konkurencja    | Eliminacje | Eliminacje | Półfinał | Półfinał | Finał | Finał   |
| Zawodnik            | Konkurencja    | Wynik      | Miejsce    | Wynik    | Miejsce  | Wynik | Miejsce |
| ------------------- | -------------- | ---------- | ---------- | -------- | -------- | ----- | ------- |
| Gyan Bahadur Bohara | bieg na 5000 m | 14:34,15   | 34.        | NQ       | NQ       | NQ    | NQ      |

Kobiety
| Zawodniczka      | Konkurencja   | Eliminacje | Eliminacje | Ćwierćfinał | Ćwierćfinał | Półfinał | Półfinał | Finał | Finał   |
| Zawodniczka      | Konkurencja   | Wynik      | Miejsce    | Wynik       | Miejsce     | Wynik    | Miejsce  | Wynik | Miejsce |
| ---------------- | ------------- | ---------- | ---------- | ----------- | ----------- | -------- | -------- | ----- | ------- |
| Devi Maya Paneru | bieg na 100 m | 12,74      | 71.        | NQ          | NQ          | NQ       | NQ       | NQ    | NQ      |

### Pływanie
Mężczyźni
| Zawodnik              | Konkurencja           | Eliminacje | Eliminacje | Finał | Finał   |
| Zawodnik              | Konkurencja           | Wynik      | Miejsce    | Wynik | Miejsce |
| --------------------- | --------------------- | ---------- | ---------- | ----- | ------- |
| Chitra Bahadur Gurung | 100 m stylem dowolnym | 37,02      | 69.        | NQ    | NQ      |

Kobiety
| Zawodniczka  | Konkurencja          | Eliminacje | Eliminacje | Finał | Finał   |
| Zawodniczka  | Konkurencja          | Wynik      | Miejsce    | Wynik | Miejsce |
| ------------ | -------------------- | ---------- | ---------- | ----- | ------- |
| Runa Pradhan | 50 m stylem dowolnym | 31,28      | 66.        | NQ    | NQ      |

### Strzelectwo
Kobiety
| Zawodniczka      | Konkurencja               | Kwalifikacje | Kwalifikacje | Finał  | Finał   |
| Zawodniczka      | Konkurencja               | Punkty       | Miejsce      | Punkty | Miejsce |
| ---------------- | ------------------------- | ------------ | ------------ | ------ | ------- |
| Bhagawati Khatri | karabin pneumatyczny 10 m | 386          | 43.          | NQ     | NQ      |